# Мойва
Мо́йва (лат. Mallotus villosus) — морська риба родини корюшкових.

## Розповсюдження
Північна частина Атлантичного океану: від Менської затоки (одиничні особини від м. Код) та від Трондьємського фйорда до Гренландії, Шпіцбергену та Нової Землі. Карське море. Море Лаптєвих. Північна частина Тихого океану: від Північної Кореї, Хоккайдо та Ванкувера до Берингової протоки. На сході утворює підвид М. villosus socialis.

## Будова
Особинам мойви властивий статевий диморфізм. Самці («гранки») досягають більших розмірів, ніж самиці («ікрянки»): довжина їх може бути до 22 см (самок — 18 см). Зазвичай довжина та вага мойви становить: самців 13—19 см та 18—23,4 г (іноді до 36 г), самок — 11—17 см та 11,3—11,6 г (іноді до 20 г). Крім того, всі плавці у самців довші та вищі. Луска мойви дуже дрібна. Бічна лінія доходить до заднього кінця спинного плавця. Довгий анальний плавець. Зуби дрібні. Хребців 63—73. Зябрових тичинок 32—43. Забарвлення: спина темна, боки та черево — сріблясті.

## Спосіб життя
Морська пелагічна риба (тримається біля поверхні та в товщі води). Тримається зграями, у відкритому морі, на нерест мігрує у прибережну зону. Живе тільки в арктичних водах. Живиться здебільшого дрібними ракоподібними (Copepoda, Hyperiidae, Euphausiidae, Rhoda, Calanus finmarchicus), личинками креветок, червами роду Sagitta та ікрою тріски. Конкурує з оселедцем за їжу, але мойва живе у холоднішій воді.

## Розмноження
Статевої зрілості досягає на 1—3 році життя. Для нересту підходить до берегів, причому самці та самиці підходять окремими зграями, самці підходять раніше. Нерест відбувається навесні, влітку та восени та сильно залежить від температурного режиму. Ікра відкладається на піщаний або кам'янистий ґрунт на глибинах від кількох до 100 м. Плодючість баренцевоморської мойви 6,2—11,9 (іноді 13,4) тис. ікринок, в середньому 9,2 тис., плодючість япономорської — 15,3—39,9 тис. ікринок, в середньому — 26,2 тис. Після нересту мойва швидко відходить у відкрите море. Ікринки мають діаметр 0,8—1,2 мм, прикріплюються до ґрунту. Частина оболонки ікринок пігментована. Тривалість розвитку до 28 діб. Личинки мають довжину 5—7 мм та дуже схожі на личинок оселедця. При довжині 30—60 мм відбувається метаморфоз, личинки перетворюються на мальків. Ще на стадії личинки течії відносять мойву у відкрите море. В ході нересту при сильному вітрі хвилі викидають мойву на берег. На Далекому сході берег буває іноді на багато кілометрів вкритий товстим шаром викинутої на берег риби.

## Значення

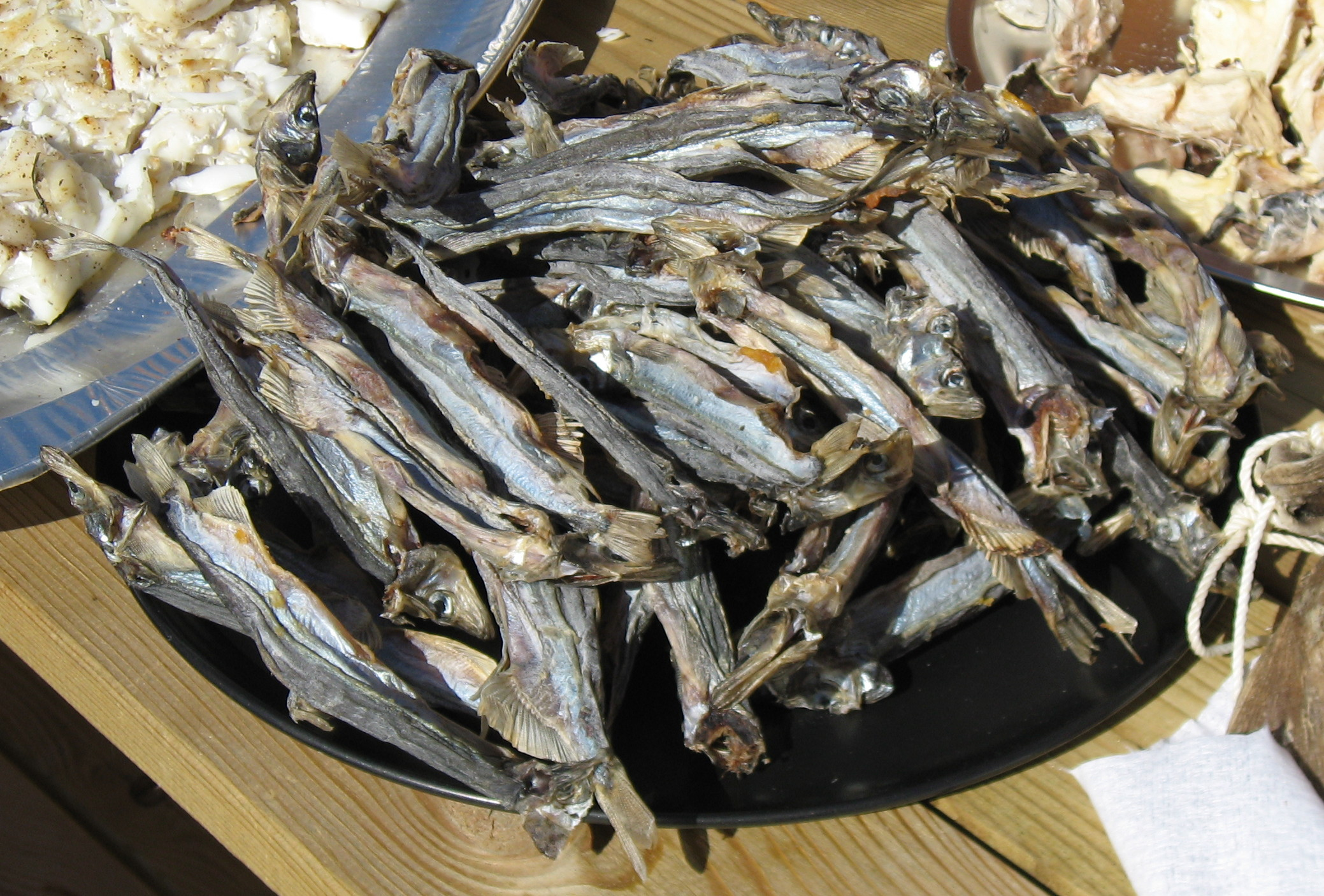
В'ялена мойва

Є об'єктом промислу. Промисел ведуть нерегулярно, у період підходу мойви до берегів неводами та сачками. Запаси мойви досить великі, у деякі роки виловлюють більш ніж 0,5 млн тонн риби. У їжу вживають у свіжому, копченому та маринованому вигляді. Крім того, переробляють на рибне борошно та використовують як наживку для лову тріски. Заготовлюють у в'яленому вигляді, а також у вигляді консервів типу шпрот. Мойва грає важливу роль у морських біоценозах, є їжею для цінних промислових риб, зокрема тріски, також для морських птахів та китів.